# Phrudocentra agari
Phrudocentra agari là một loài bướm đêm trong họ Geometridae.